# Großes Filzmützenmoos

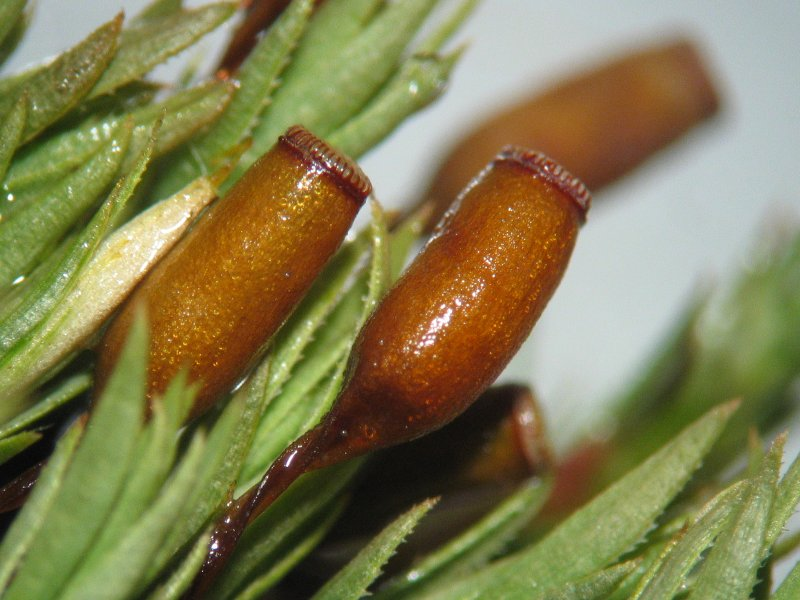
Sporenkapseln

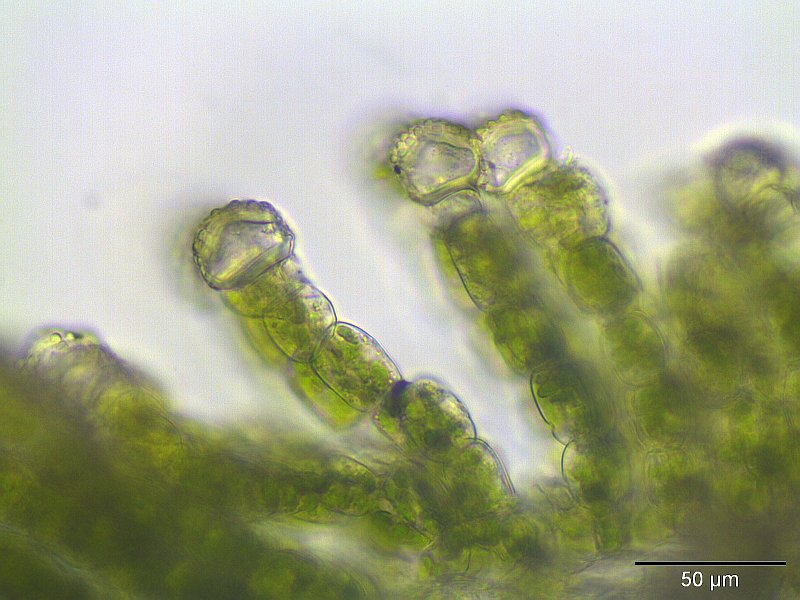
Papillöse Endzellen der Assimilationslamellen

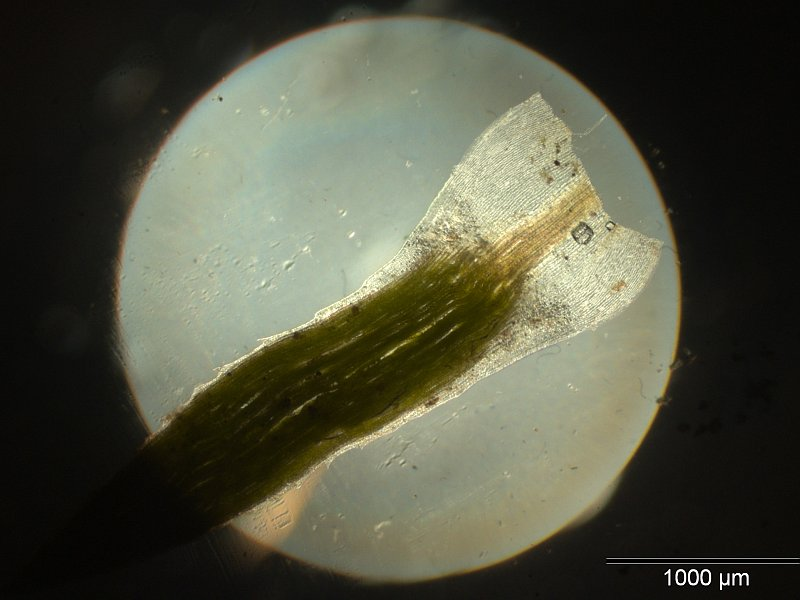
Blattgrund mit hyaliner Blattscheide

Das Große Filzmützenmoos (Pogonatum urnigerum), auch Urnentragendes Filzmützenmoos oder Große Filzmütze genannt, ist ein Charaktermoos der Mittel- und Hochgebirge Europas.

## Erkennungsmerkmale
Die Pflänzchen des Großen Filzmützenmooses werden zwischen 2 und 6 cm groß, sind bläulichgrün gefärbt und verfärben sich im Alter ins Bräunliche. Die Stängel sind meist oberwärts gabelig verzweigt. Hier besteht Verwechslungsgefahr mit Polytrichum alpinum, welches jedoch zumeist an etwas feuchteren Standorten vorkommt und sich durch den grünen Stängel, den abgerundeten Lamellenendzellen und der größeren Blattscheide (bis 30 % der Blattlänge) unterscheidet. Polytrichum formosum bildet dunklere Blätter aus und ist meist im Waldunterwuchs zu finden.
Die dicht stehenden, schmal lanzettlich geformten Blätter werden nach oben allmählich größer und sind zwischen 5 und 7 mm lang. Trocken liegen sie dicht an, feucht sind sie meist deutlich abstehend. Der scheidige Blattgrund ist hyalin und kann bis etwa 20 % der Blattlänge ausmachen. Der Blattrand ist durch mehrzellige Sägezähne gezähnt. Die Blattrippe tritt als kurze Stachelspitze aus. Die verkehrt ovalen, vergrößerten Endzellen der zahlreich vorhandenen Assimilationslamellen sind an der Spitze charakteristisch papillös. Die dickwandigen Laminazellen sind mehr oder minder rechteckig und werden zwischen 15 und 50 µm im Durchmesser. Die unten rot, oberseits blassrot gefärbte Seta wird etwa 2 bis 5 cm lang und trägt aufrechte, zylindrische, rotbraune Kapseln, dessen Peristomzähne rotbraun gefärbt sind und einen farblosen Rand aufweisen. Der rundliche Kapseldeckel bildet einen äußerst kurzen Schnabel aus. Die Sporen werden zwischen 14 und 18 µm groß und sind schwach papillös.

## Vorkommen
Das Große Filzmützenmoos besiedelt lichtreiche, sandige bis schotterige, nährstoff- und kalkarme, frische und luftfeuchte Standorte. Es ist an humusarmen Waldwegen montaner Gebirgsregionen, an offenerdigen, sandigen und kiesigen Stellen auf Silikatgestein verbreitet. Im Flachland ist das Moos relativ selten anzutreffen. Teilweise ist es dort sogar gefährdet. Sein Verbreitungsschwerpunkt sind submontane bis subalpine Höhenstufen. Sonst ist das Moos im übrigen nördlichen Europa und Teilen Asiens, in Nordamerika und in den Hochgebirgen Afrikas zu finden.